# Günther Rabl

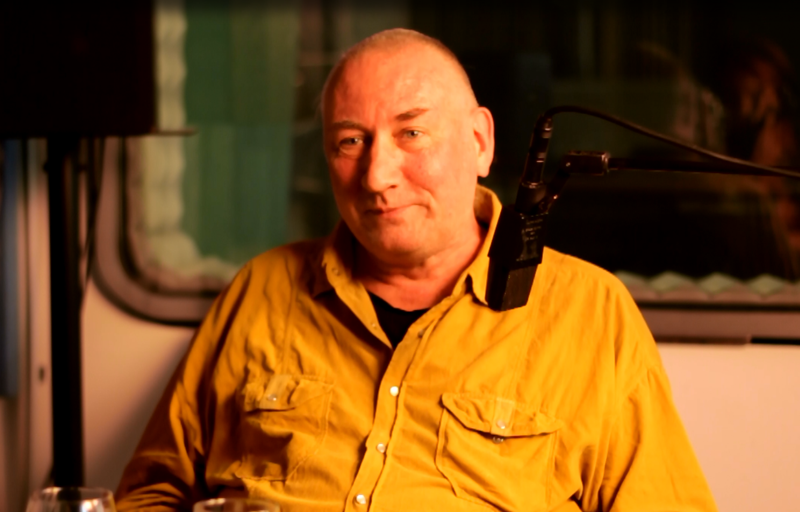
Günther Rabl beim Ö1 Interview

Günther Rabl (* 14. Oktober 1953 in Linz) ist ein österreichischer elektroakustischer Komponist und Kontrabassist.

## Leben
Nach Abschluss seiner Matura im Jahr 1972 studierte Günther Rabl in den Jahren von 1974 bis 1976 Elektroakustik an der Universität für Musik und darstellende Kunst Wien.
Er erlernte autodidaktisch mit 16 Jahren Kontrabass zu spielen. Seitdem blieb er der Improvisation treu. Er spielte in der Free-Jazz-Szene, unter anderem bei Leszek Zadlo. 1974 entdeckte er den Studiengang für Elektroakustik und Experimentalmusik an der Universität für Musik und darstellende Kunst. Zwischen 1978 und 1980 trat er im Trio mit Friedrich Gulda und Ursula Anders auf. Rabl spielte weiterhin mit Musikern wie Dieter Feichtner.
Um intensiver mit dem Tonband arbeiten zu können, zog Rabl auf das Land und mietete vorwiegend Häuser mit großen Räumen und stiller Umgebung, um in seinem eigenen Studio zu produzieren. Mit der Uraufführung seines Werkes Mugl entsteigt I am Pariser Théâtre Récamier unter der Klangregie von François Bayle gelang ihm der Durchbruch in der Elektroakustischen Musik.

## Auszeichnungen
- 1979: Staatsstipendium für Komposition der Republik Österreich
- 1989: Staatsstipendium für Komposition der Republik Österreich
- 1995: Publicity-Preis der Austro Mechana – Gesellschaft zur Verwaltung und Auswertung mechanisch musikalischer Urheberrechte GesmbH[7]
- 2000: Kulturpreis der Niederösterreichischen Landesregierung
- 2004: Kulturpreis Stadt Linz
- 2020: Kulturpreis des Landes Oberösterreich für Musik[8]

## Werke
- Mugl entsteigt II – Solo für Tonband, Stereo (1976)[9]
- Mugl entsteigt – Eine Komposition mit lebenden Klängen, Solo für Tonband, Mono (1976/1977)[9]
- Märchen – Eine Komposition in Klängen und Bildern, Solo für Tonband mit zusätzlichen 20 Dias (1977)[9]
- Trio I – Solo für Tonband, 3-Kanal (1978)[9]
- Nebengeräusche – Etüde in Grau, für Computer und Tonband (1980/1982)[9]
- Trio II – UA 1983, realisiert im eigenen Studio (1981)[9]
- Atem – Ein Denkmal, Solo für Tonband (1981/1982)[9]
- Styx – Eine Fuge in Klängen und Bildern für vier Projektionen und vier Lautsprechersysteme, für Elektronik und Tonband (1984/1985)[9]
- Landschaft – Solo für Tonband, 3-Kanal(1986)[9]
- Bittersweet – Solo für Tonband, 6- und 4-Kanal (1987)[9]
- Eve – Solo für Tonband, 4-Kanal (1988/1989)[9]
- Betiri – Eine Sprechoper anhand einer Novelle von Werner Helwig, für Elektroakustik und Computer (1988–1989)[9]
- Kleine Fuge – Solo für Tonband, 4-Kanal (1989)[9]
- Vier Skizzen – Zu den „Erinnerungen an die verlorene Musik“, Solo für Tonband, Mono (19xx)[9]
- Von anderen Sonnen – Solo für Tonband, Mono (1990)[9]
- Suite aus Farewell tempered piano – Solo für Tonband, Stereo (1991)[9]
- Odyssee – Solo für Tonband, Stereo (1991)[9]
- IMPS – Solo für Tonband, 4-Kanal (1991)[9]
- Farewell Tempered Piano – Solo für Tonband, Stereo (1991)[9]
- Katharsis – Solo für Tonband, 8-Kanal (1991–1994)[9]
- Steinbutt–Variationen – Variationen über einen Text von Laszlo Steinbutt, Solo für Tonband, Stereo (1993–1995)[9]
- Der arme Spielmann – Solo für Tonband, 5-Kanal (1995)[9]
- Fourier auf der Reise nach Prag – Solo für Tonband, Stereo (1996)[9]
- Belcanto – a radically new approach to some old songs, für Elektroakustik und Computer (2000)[9]
- Mite E-Lite – für Elektroakustik und Computer (2001–2002)[9]
- Betiri-Suite – für Elektroakustik und Computer (2002)[9]
- Ain’t there TV after death – Solo für Computer (2005)[9]
- Speedup Chopin – Solo für Computer (2006)[9]
- Eines toten Morgens – für Elektroakustik und Computer nach Texten von Werner Schwab (2011–2012)[9]
- Threnody for no particular reason – Music for multidimensional contemplation, für Elektroakustik und Computer (2011–2012)[9]